# 詹弗兰科·博扎奥
詹弗兰科·博扎奥（義大利語：Gianfranco Bozzao，1936年8月3日—2019年5月24日），生于威尼斯，意大利职业足球运动员。